# Targhe d'immatricolazione della Serbia

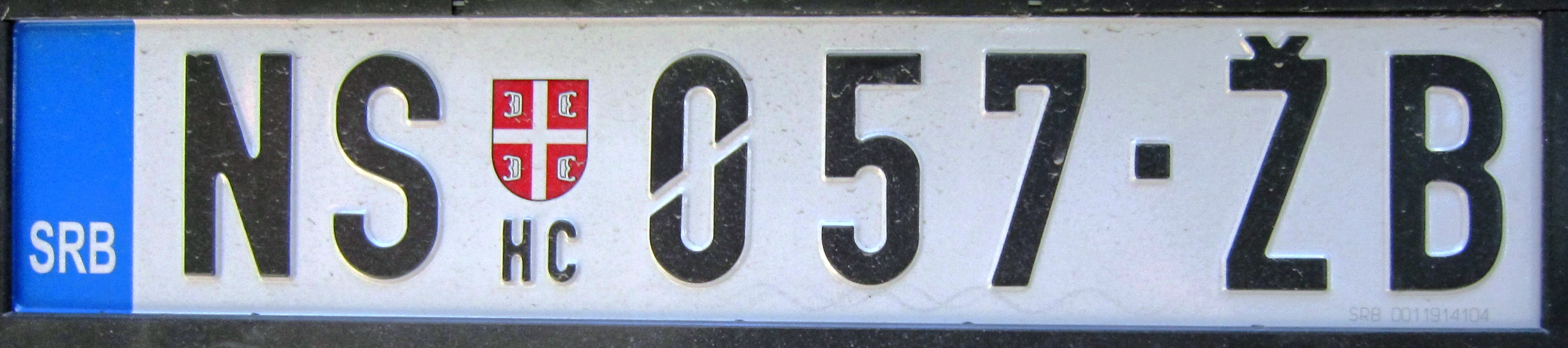
Targa serba standard con formato in uso dal 2011

Le targhe d'immatricolazione della Serbia vengono utilizzate per identificare i veicoli immatricolati nel Paese balcanico.

## Caratteristiche

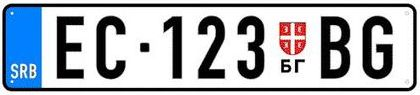
Targa di un rimorchio

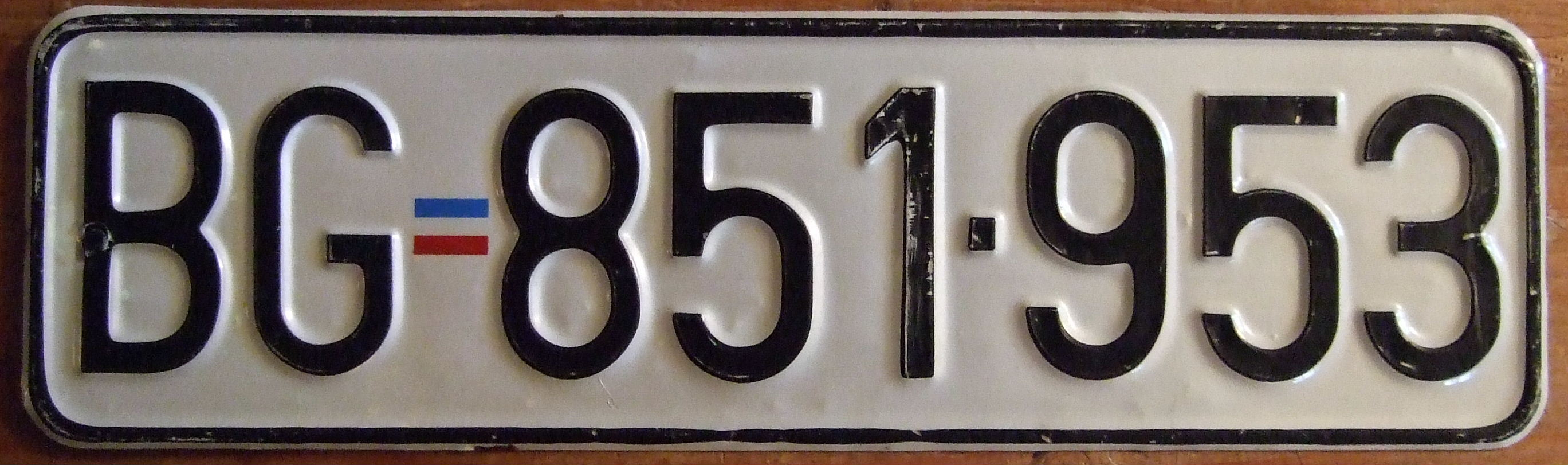
Vecchio formato (1992–2011)

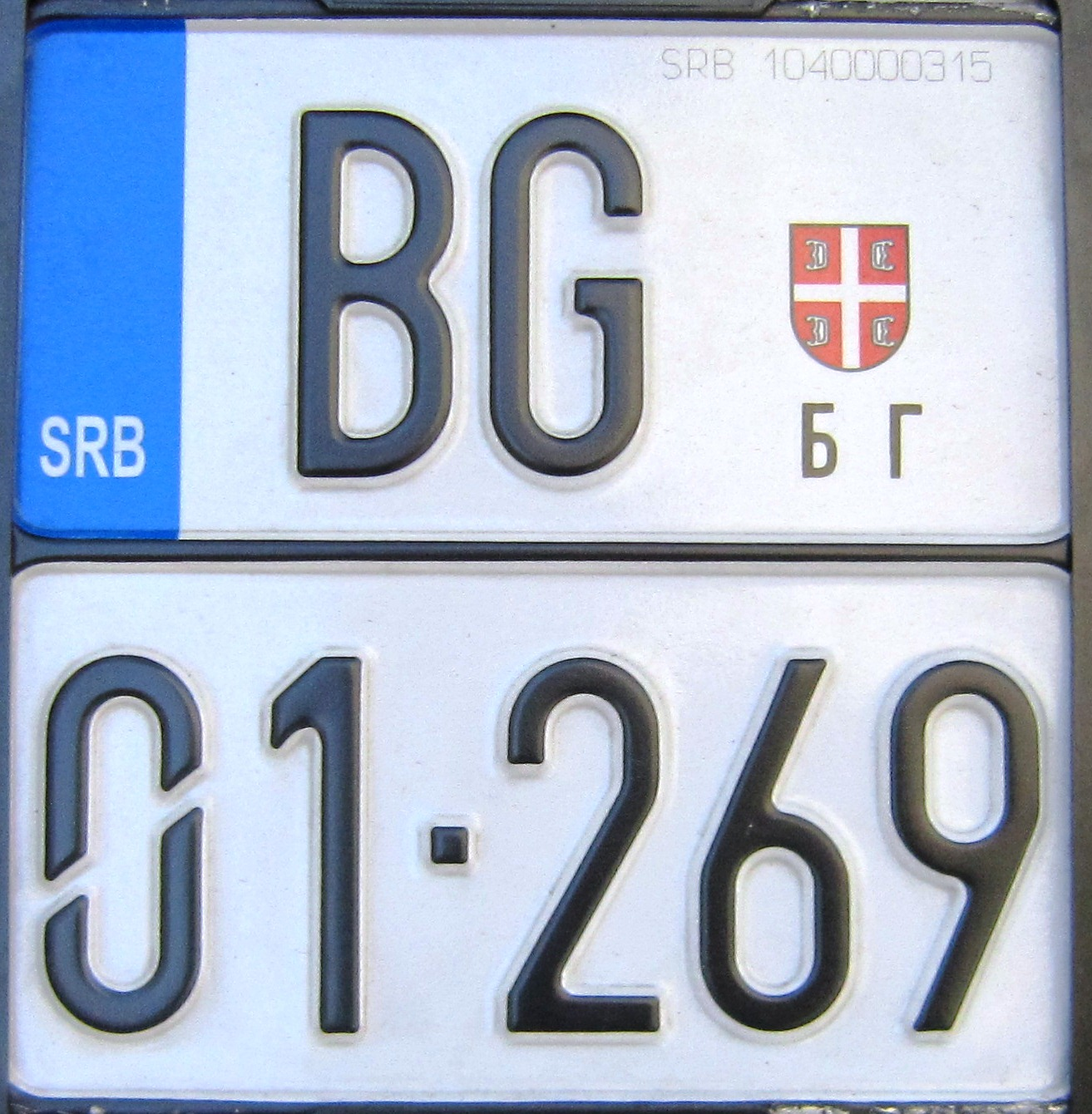
Formato per motocicli

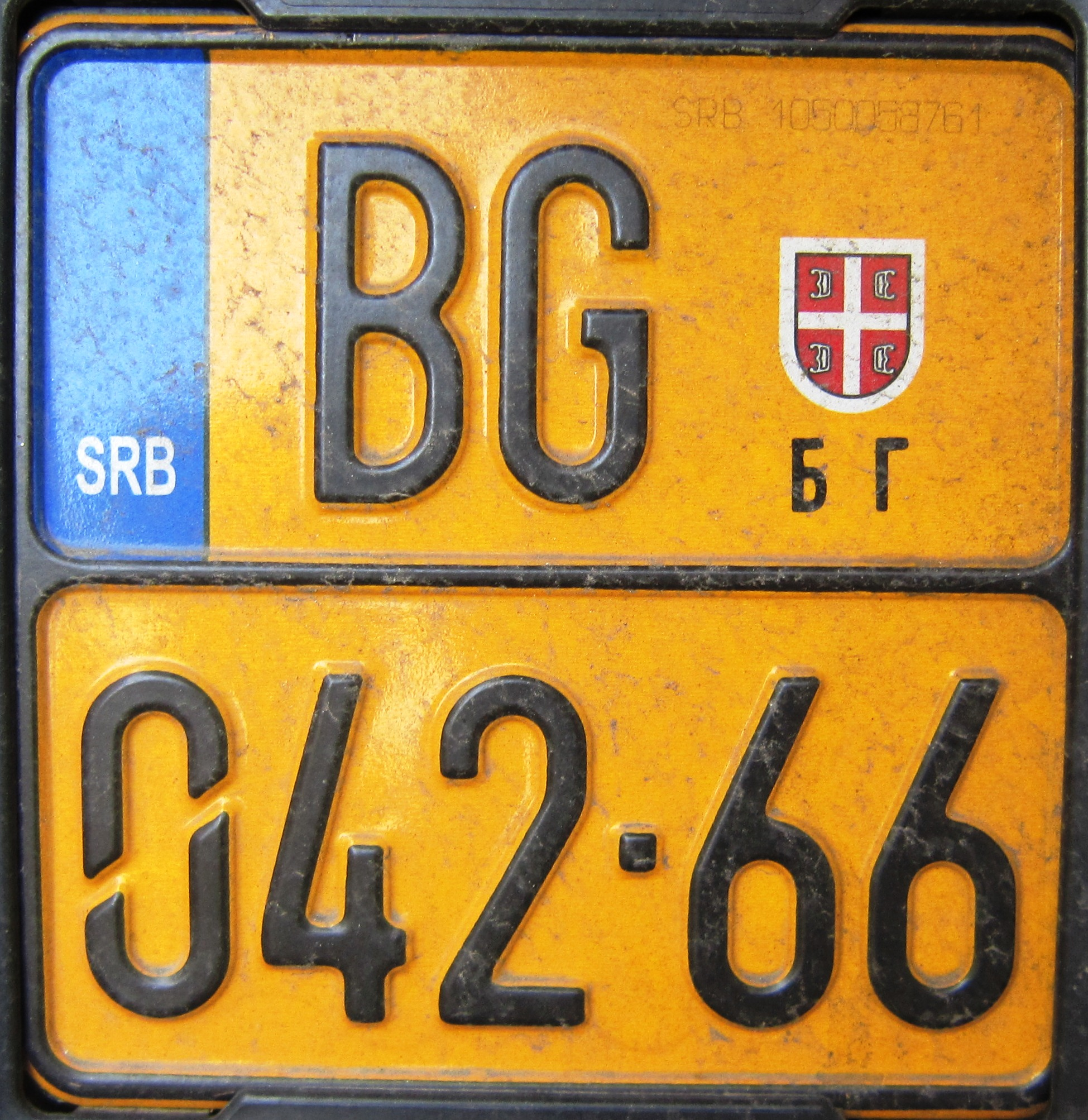
Targa di un ciclomotore

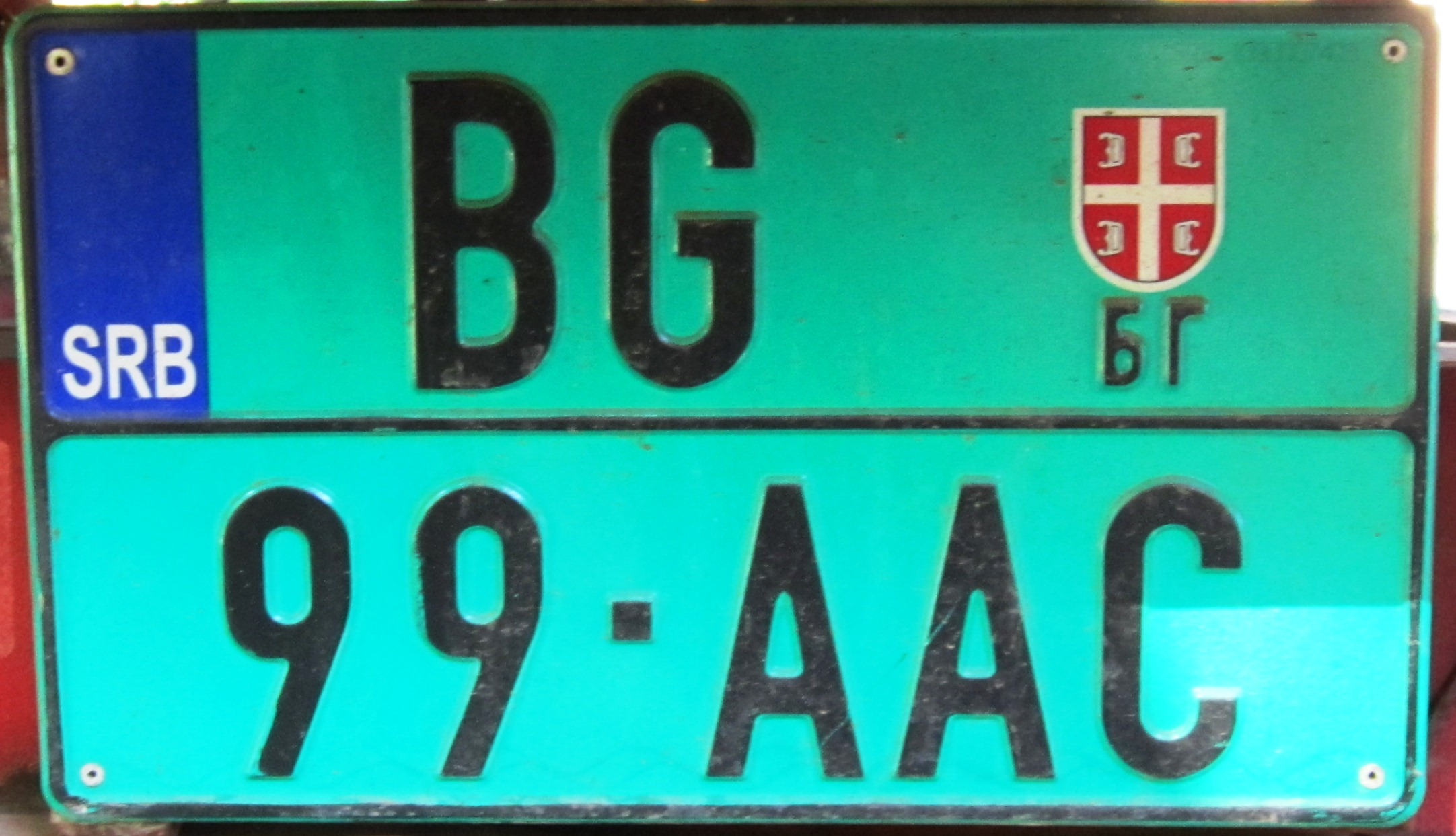
Targa di una macchina edile o agricola

Le targhe automobilistiche della Serbia sono costruite in conformità alla "Legge sull'immatricolazione dei veicoli a motore e dei rimorchi" (Pravilnik o registraciji motornih i priključnih vozila), che ne stabilisce la forma, la dimensione e la combinazione dei caratteri. Le targhe attuali sono in circolazione dal 3 gennaio 2011 e adottano il formato europeo: sono di forma rettangolare, di colore bianco con caratteri neri, e presentano una bordatura nera. Sul lato sinistro hanno una banda di colore azzurro, alla cui base è impressa in bianco la sigla internazionale della Serbia, cioè SRB. 
Le prime due lettere indicano l'area d'immatricolazione della targa, a destra della sigla è visibile lo scudo serbo sotto il quale è impressa nuovamente la sigla dell'area in caratteri cirillici di dimensioni ridotte. A destra dello scudo compare una combinazione di tre o quattro cifre, seguita da due lettere precedute da un trattino. Le lettere utilizzate sono quelle dell'alfabeto latino usate dalla lingua serba, comprese quelle che presentano segni diacritici (Ć, Č, Ž, Š, Ð), alle quali sono stati aggiunti i caratteri X, W e Y, sconosciuti al serbo. Le lettere W e Y, tuttavia, non sono più in uso dal 1º luglio 2017. 
Nel caso dei rimorchi l'ordine è ribaltato: il blocco di lettere e cifre precede lo stemma nazionale e la sigla della provincia. 
Per impedire falsificazioni, sulla targa è possibile applicare una speciale pellicola riflettente e installare un microchip RFID. 
Dal 4 febbraio 2003 al 4 giugno 2006 il codice internazionale era SCG (Srbija i Crna Gora = Serbia e Montenegro). 
Da maggio del 1992 al 2011 la sigla del comune o raggruppamento di comuni era seguita dalla bandiera dello Stato (fino a maggio del 1992 dalla stella rossa, stemma della ex Jugoslavia) e da due numeri, a due o tre cifre, separati da un punto o un trattino. I veicoli governativi e aziendali statali si contraddistinguevano per i caratteri bianchi su fondo rosso.

### Dimensioni
Gli autoveicoli, gli autocarri, i pullman e gli autobus hanno due targhe delle dimensioni di 520,5 × 112,9 millimetri. 
Per i veicoli con particolari caratteristiche costruttive, la cui targa posteriore non possa essere della forma standard, è possibile applicare una targa di 341,8 × 202,8 mm con i caratteri disposti su due righe. 
Motoveicoli e ciclomotori, oltre alla sigla dell'area di immatricolazione, presentano solo caratteri numerici, divisi in due serie separate da un trattino. 
I motocicli, i tricicli e i quadricicli pesanti hanno una targa a sfondo bianco delle dimensioni di 153,3 × 153,3 mm con caratteri disposti su due righe.
Le targhe dei ciclomotori e dei tricicli o quadricicli leggeri sono di colore giallo e misurano anch'esse 153,3 × 153,3. 
Nelle targhe delle macchine agricole e in quelle delle macchine edili, di 341,8 × 202,8 mm, la disposizione dei caratteri è su doppia linea. La serie è composta da due cifre e tre lettere nere su fondo verde acqua; nei rimorchi agricoli le lettere precedono le cifre. 
Le targhe d'immatricolazione dei motocoltivatori hanno le medesime dimensioni ma presentano sulla riga inferiore due lettere sequenziali e tre cifre nere su fondo giallo.

### Targhe personalizzate e dei taxi

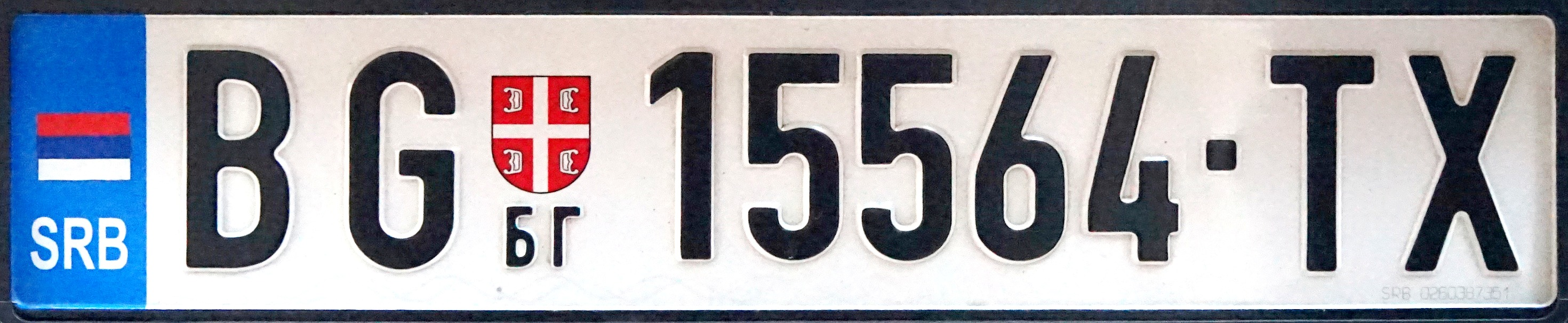
Targa posteriore di un taxi di Belgrado

Dal 2011 anche in Serbia vengono rilasciate targhe personalizzabili nella sequenza alfanumerica a destra dello stemma nazionale; sono ammesse spaziature irregolari e combinazioni libere di lettere e/o cifre che non superino i cinque caratteri. Il costo aggiuntivo di queste targhe d'immatricolazione ammonta a circa 80.000 dinari (680 €). Nei taxi la serie alfanumerica è composta da un numero massimo di cinque cifre e dalle lettere fisse TX, che stanno per "taxi".

## Targhe speciali

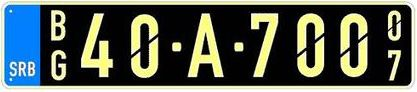
Targa diplomatica (anno di validità: 2007)

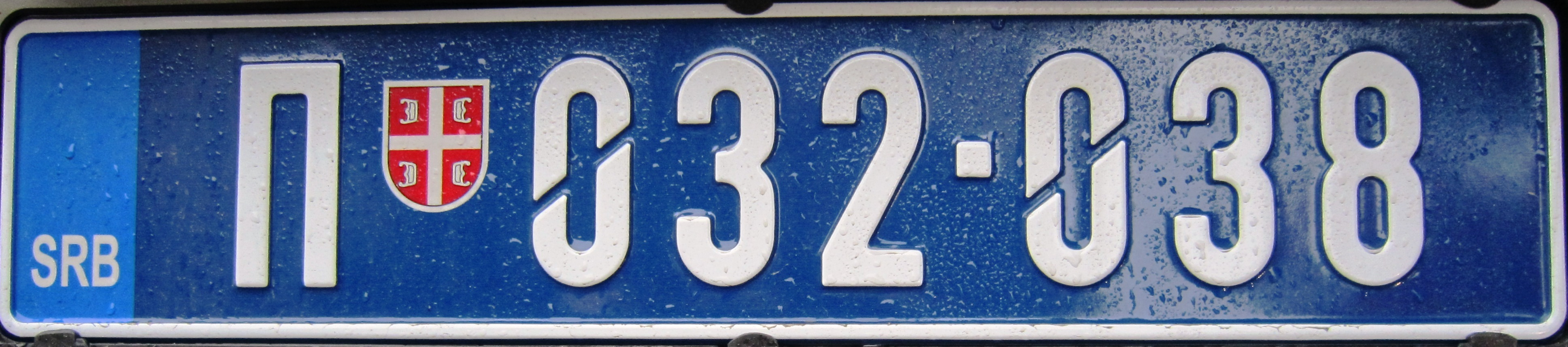
Targa di un'autovettura della Polizia

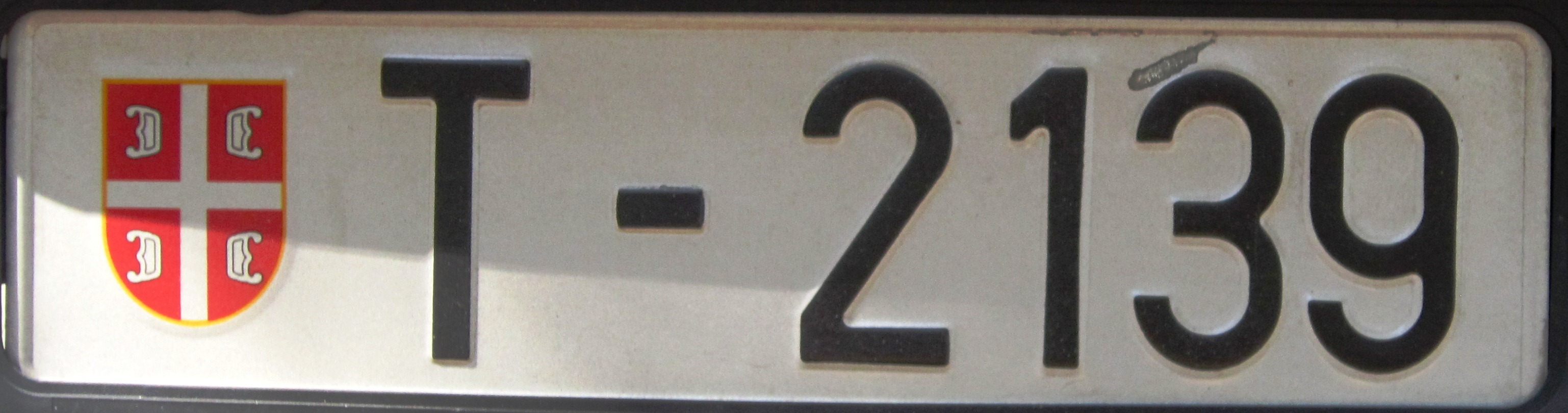
Targa di un veicolo militare fuoristrada adibito al trasporto di passeggeri

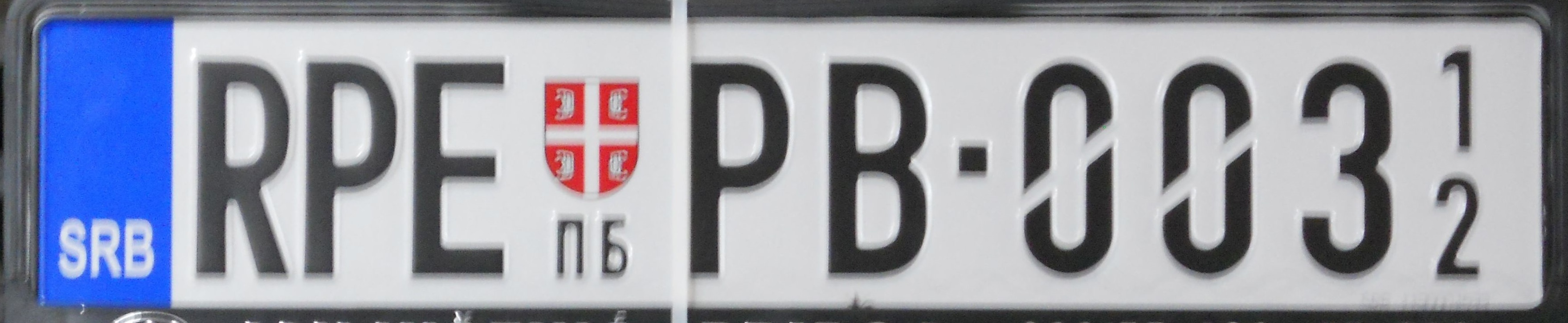
Targa provvisoria da esportazione (12 = 2012)

Formato per rimorchi di massa eccezionale

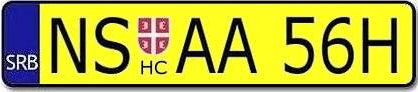
Esempio di formato per veicoli storici (56 = 1956)

- Le targhe diplomatiche hanno i caratteri gialli in campo nero. Sulla sinistra è presente dal 2011 la banda blu con il codice internazionale SRB, seguita dalla sigla dell'area di immatricolazione in cui ha sede la rappresentanza (in caratteri latini ridotti e in verticale), un numero a due o tre cifre che indica lo Stato o l'organizzazione internazionale di appartenenza (vd. infra), un trattino, una lettera identificativa dello status diplomatico, un altro trattino, un numero progressivo a tre cifre[2] e, nel margine destro, l'anno di immatricolazione in verticale (es.: 07 = 2007). 
Si trovano in circolazione le sigle "CD" (Corpo Diplomatico) e "CMD" (Capo di Missione Diplomatica), anch'esse di colore giallo su fondo nero, scritte su adesivi di forma ovale da incollare sul retro della vettura.
- Le targhe dei veicoli utilizzati dalla Polizia e di quelli in dotazione ai vigili del fuoco (Vatrogasci Spasioci / Bатрогасци Cпасиоци) sono di colore blu e presentano due numeri bianchi a tre cifre separati da un trattino; al posto della sigla della zona di immatricolazione c'è la lettera "P" in cirillico (П).

Per alcune unità speciali vengono emesse targhe bianche con caratteri neri che recano la scritta ПОЛИЦИJA (in serbo "Polizia"); a sinistra dello scudo serbo sono allineate in verticale due coppie di cifre.
- Nelle targhe degli automezzi dell'Esercito, dal 2009 lo scudo serbo a sinistra precede una lettera identificativa della categoria del veicolo[3], un trattino e un numero a quattro cifre.
- Esistono due tipi di targhe temporanee per periodi lunghi. Il primo è molto simile alla serie normale, tranne per il fatto che la banda blu, il codice distrettuale, lo scudo (che sormonta lo stesso codice in cirillico e a caratteri ridotti), il numero di tre cifre e un trattino sono seguiti da una banda gialla con le lettere di colore nero "RP" (che in serbo-croato stanno per Registracija Privremena = registrazione temporanea) allineate verticalmente e dalle ultime due cifre dell'anno in nero su bianco, di dimensioni ridotte e allineate in verticale. Le targhe provvisorie del secondo tipo possono essere disposte su una o due righe: nel primo caso a sinistra e nel secondo in alto recano impresse la banda blu, le lettere RP o, per i veicoli da esportare, RPE (la "E" sta per Export) e lo scudo serbo che sormonta la sigla dell'area di immatricolazione in caratteri cirillici e ridotti; rispettivamente a destra o in basso sono posizionati la stessa sigla in caratteri latini, un trattino, un numero a tre cifre e, allineate in verticale a destra, le ultime due cifre dell'anno di validità (es.: 14 = 2014). La sequenza può anche essere invertita.
- Anche le targhe prova per concessionari sono disponibili nel formato su una o due linee: nel primo caso la banda blu è anteposta alla sigla del comune capoluogo distrettuale, che a sua volta precede lo stemma sopra la stessa sigla in caratteri cirillici ridotti, un numero a due cifre e la parola ПРОБА, ovvero "PROVA"; nel secondo caso banda blu e dicitura ПРОБА sono posizionate sulla riga superiore, mentre la sigla del capoluogo distrettuale, lo stemma sormontante la sigla in cirillico e una coppia di numeri a due cifre separati da un trattino occupano la riga inferiore.
- Le targhe dei rimorchi di massa eccezionale si contraddistinguono per i caratteri bianchi su fondo rosso. Le due lettere a sinistra, anteposte alle tre cifre, sono invariabilmente OO.
- Nelle targhe dei veicoli storici, che possono avere lo sfondo bianco o giallo, la sigla del comune o raggruppamento di comuni e lo scudo serbo sono seguiti da due lettere che avanzano progressivamente da "AA"; queste precedono le ultime due cifre dell'anno di immatricolazione (per esempio: 67 = 1967) e la lettera H fissa, che sta per Historical vehicle.

## Aree di immatricolazione e relative sigle identificative

Carta con la suddivisione della Serbia e del Kosovo in aree di immatricolazione e le rispettive sigle automobilistiche (che nel Kosovo sono cessate a giugno del 2012)

Le aree di immatricolazione (registarske oznake) corrispondono, in linea di massima, ai comuni della Serbia o, in alcuni casi, a un raggruppamento di comuni limitrofi. Nei casi di Belgrado e Novi Sad, le regioni di immatricolazione coincidono con un distretto (okrug) paragonabile a una provincia italiana.
| Sigla | Area d'immatricolazione | Note |
| ----- | ----------------------- | --- |
| AC    | Aleksandrovac           | Dal 2011 |
| AL    | Aleksinac               | Dal 2011 |
| AR    | Aranđelovac             | |
| BB    | Bajina Bašta            | Dal 21 dicembre 2015 |
| BČ    | Bečej                   | Da luglio 2008 |
| BĆ    | Bogatić                 | Dal 2011 |
| BG    | Belgrado (Beograd)      | La sigla era BGD dal 1960 al 1961. Comprende anche i comuni di Barajevo, Voždovac, Vračar, Grocka, Zemun, Zvezdara, Lazarevac, Mladenovac, Novi Beograd, Obrenovac, Palilula, Rakovica, Savski Venac, Sopot, Stari Grad, Surčin e Čukarica. |
| BO    | Bor                     | Comprende anche il comune di Majdanpek. |
| BP    | Bačka Palanka           | Da luglio 2008 |
| BT    | Bačka Topola            | Da luglio 2008 |
| BU    | Bujanovac               | Dal 2011 |
| ČA    | Čačak                   | |
| ĆU    | Ćuprija                 | Da luglio 2008 |
| DE    | Despotovac              | Dal 2011 |
| GM    | Gornji Milanovac        | |
| IC    | Ivanjica                | Dal 2011 |
| IN    | Inđija                  | Da luglio 2008 |
| JA    | Jagodina                | Ha sostituito la sigla SV (Svetozarevo) dal 1992; comprende anche il comune di Rekovac. |
| KA    | Kanjiža                 | Da luglio 2008 |
| KC    | Koceljeva               | Dal 15 novembre 2018 |
| KG    | Kragujevac              | Comprende anche i comuni di Batočina, Knić, Lapovo e Rača. |
| KI    | Kikinda                 | Emissione iniziata nel 1979 in sostituzione della sigla KK; comprende anche i comuni di Čoka e Novi Kneževac. |
| KK    | Kikinda                 | Dal 1977 al 1979 |
| KL    | Kladovo                 | Dal 2011 |
| KO    | Kovin                   | Da luglio 2008 |
| KŠ    | Kruševac                | Comprende anche i comuni di Brus, Varvarin e Ćićevac. |
| KV    | Kraljevo                | |
| KŽ    | Knjaževac               | Da luglio 2008 |
| LB    | Lebane                  | Dal 2011 |
| LE    | Leskovac                | Comprende anche i comuni di Bojnik, Medveđa e Crna Trava. |
| LO    | Loznica                 | Comprende anche i comuni di Krupanj, Ljubovija e Mali Zvornik. |
| LU    | Lučani                  | Dal 2011 |
| NG    | Negotin                 | Da luglio 2008 |
| NI    | Niš                     | Comprende anche i comuni di Doljevac, Gadžin Han, Merošina, Ražanj e Svrljig. |
| NP    | Novi Pazar              | |
| NS    | Novi Sad                | Comprende anche i comuni di Bač, Bački Petrovac, Beočin, Žabalj, Srbobran, Sremski Karlovci, Temerin e Titel. |
| NV    | Nova Varoš              | Dal 16 novembre 2011 |
| PA    | Pančevo                 | Comprende anche i comuni di Alibunar, Kovačica e Opovo. |
| PB    | Priboj                  | |
| PI    | Pirot                   | Comprende anche i comuni di Babušnica, Bela Palanka e Dimitrovgrad. |
| PK    | Prokuplje               | Comprende anche i comuni di Blace, Žitorađa e Kuršumlija. |
| PN    | Paraćin                 | |
| PO    | Požarevac               | Comprende anche i comuni di Veliko Gradište, Golubac, Žabari, Žagubica, Kučevo e Malo Crniće. |
| PP    | Prijepolje              | Da luglio 2008 |
| PT    | Petrovac na Mlavi       | Da luglio 2008 |
| PŽ    | Požega                  | Dal 2011 |
| RA    | Raška                   | Dal 2011 |
| RU    | Ruma                    | Comprende anche i comuni di Irig e Pećinci. |
| SA    | Senta                   | Dal 2011, comprende anche il comune di Ada. |
| ŠA    | Šabac                   | Comprende anche il comune di Vladimirci. |
| SC    | Surdulica               | Da settembre 2011 |
| SD    | Smederevo               | |
| ŠI    | Šid                     | Da luglio 2008 |
| SJ    | Sjenica                 | Dal 20 agosto 2011 |
| SM    | Sremska Mitrovica       | |
| SO    | Sombor                  | Comprende anche i comuni di Apatin, Kula e Odžaci. |
| SP    | Smederevska Palanka     | Da luglio 2008 |
| ST    | Stara Pazova            | Da luglio 2008 |
| SU    | Subotica                | Comprende anche il comune di Mali Iđoš. |
| SV    | Svilajnac               | Da luglio 2008; era la sigla di Svetozarevo fino al 1992 (oggi JA = Jagodina, vd. sopra). |
| TO    | Topola                  | Dal 2011 |
| TS    | Trstenik                | |
| TT    | Tutin                   | Dal 20 agosto 2011 |
| TU    | Titovo Užice            | Dal 1961 al 1992, anno in cui la città è stata ribattezzata con il nome di Užice (vd. UE). |
| TVS   | Titov Vrbas             | Codice in uso solo gli ultimi dieci giorni prima dell'inizio della disgregazione dell'ex Jugoslavia, cioè dal 15 al 25 giugno 1991. Nel 1990 la città è stata ribattezzata con il nome originario Vrbas (vd. VS).                           |
| UB    | Ub                      | Dal 2011 |
| UE    | Užice                   | Dal 1992 ha sostituito la sigla TU; comprende anche i comuni di Arilje, Kosjerić e Čajetina. |
| VA    | Valjevo                 | Comprende anche i comuni di Lajkovac, Ljig, Mionica e Osečina. |
| VB    | Vrnjačka Banja          | Dal 2011 |
| VL    | Vlasotince              | Dal 2011 |
| VP    | Velika Plana            | Da luglio 2008 |
| VR    | Vranje                  | Comprende anche i comuni di Bosilegrad, Vladičin Han, Preševo e Trgovište. |
| VS    | Vrbas                   | Da luglio 2008 al 2 gennaio 2011 erano state emesse targhe con la sigla VB, assegnata poi all'area di Vrnjačka Banja. |
| VŠ    | Vršac                   | Comprende anche i comuni di Bela Crkva e Plandište. |
| ZA    | Zaječar                 | Comprende anche i comuni di Boljevac e Sokobanja. |
| ZR    | Zrenjanin               | Comprende anche i comuni di Žitište, Novi Bečej, Nova Crnja e Sečanj. |

## Lettere e codici numerici nelle targhe diplomatiche

### Lettere e significato corrispondente
- A - Corpo diplomatico o capo di una missione diplomatica (Ambassade)
- E - Delegazioni economiche (Economy)[4]
- M - Personale non diplomatico in missione all'estero (Mission)
- P - Agenzia di stampa o delegazione culturale estera (Press)[4]

### Numeri associati a Paesi od organizzazioni internazionali
| 10  | Russia                                                         | 11  | Ucraina                                                               | 12  | Polonia                                                                   | 13  | Cecoslovacchia (fino al 1993)                                      |
| 14  | Ungheria                                                       | 15  | Romania                                                               | 16  | Bulgaria                                                                  | 17  | Albania                                                            |
| 18  | Rep. Ceca                                                      | 19  | Macedonia del Nord                                                    | 20  | Israele                                                                   | 21  | Angola                                                             |
| 22  | Slovacchia                                                     | 23  | Bosnia ed Erzegovina                                                  | 24  | Croazia                                                                   | 25  | Palestina                                                          |
| 26  | Portogallo                                                     | 27  | Panama                                                                | 28  | Giordania                                                                 | 29  | Cipro                                                              |
| 30  | Regno Unito                                                    | 31  | Corea del Sud                                                         | 32  | Finlandia                                                                 | 33  | Svezia                                                             |
| 34  | Norvegia                                                       | 35  | Danimarca                                                             | 36  | Paesi Bassi                                                               | 37  | Belgio                                                             |
| 38  | Spagna                                                         | 39  | Francia                                                               | 40  | Germania                                                                  | 41  | Italia                                                             |
| 42  | Città del Vaticano                                             | 43  | Svizzera                                                              | 44  | Austria                                                                   | 47  | Grecia                                                             |
| 48  | Turchia                                                        | 50  | Slovenia                                                              | 51  | Guinea                                                                    | 53  | Pakistan                                                           |
| 54  | Ceylon                                                         | 55  | Bielorussia                                                           | 56  | Corea del Nord                                                            | 60  | Stati Uniti                                                        |
| 61  | Stati Uniti                                                    | 62  | Nigeria                                                               | 63  | Canada                                                                    | 64  | Argentina                                                          |
| 65  | Brasile                                                        | 66  | Messico                                                               | 67  | Cile                                                                      | 68  | Venezuela                                                          |
| 69  | Uruguay                                                        | 70  | Programma delle Nazioni Unite per lo sviluppo (UNDP)                  | 70  | Fondo delle Nazioni Unite per l'infanzia                                  | 71  | Ecuador                                                            |
| 72  | Cuba                                                           | 73  | Etiopia                                                               | 76  | Perù                                                                      | 77  | Alto commissariato delle Nazioni Unite per i rifugiati             |
| 78  | Australia                                                      | 79  | Libia                                                                 | 80  | Algeria                                                                   | 81  | Egitto                                                             |
| 82  | Zimbabwe                                                       | 83  | Iran                                                                  | 84  | India                                                                     | 85  | Birmania                                                           |
| 86  | Giappone                                                       | 88  | Cina                                                                  | 89  | Indonesia                                                                 | 90  | Siria                                                              |
| 91  | Libano                                                         | 92  | Tunisia                                                               | 93  | Marocco                                                                   | 94  | Ghana                                                              |
| 95  | Afghanistan                                                    | 96  | Cambogia                                                              | 97  | Sudan                                                                     | 98  | Iraq                                                               |
| 99  | RD del Congo                                                   | 101 | Unione Europea                                                        | 102 | Programma alimentare mondiale                                             | 104 | Centro europeo per la pace e lo sviluppo (ECPD)                    |
| 105 | Agenzia europea per la ricostruzione (EAR, fino al 2009)       | 105 | Agenzia per lo sviluppo delle imprese dell'Europa sudorientale (SEED) | 110 | Sudafrica                                                                 | 111 | Organizzazione per la sicurezza e la cooperazione in Europa        |
| 112 | Malta                                                          | 114 | Arabia Saudita                                                        | 115 | Singapore                                                                 | 116 | Botswana                                                           |
| 118 | Comitato internazionale della Croce Rossa (CICR)               | 119 | Organizzazione internazionale per le migrazioni (IOM)                 | 120 | Federazione internazionale delle società di Croce Rossa e Mezzaluna Rossa | 121 | Tribunale penale internazionale per l'ex-Jugoslavia, Nazioni Unite |
| 123 | Alto commissariato delle Nazioni Unite per i rifugiati (UNHCR) | 125 | Banca europea per la ricostruzione e lo sviluppo (EBRD)               | 127 | Consiglio d'Europa                                                        | 128 | Società finanziaria internazionale (IFC)                           |
| 129 | Banca internazionale per la ricostruzione e lo sviluppo (IBRD) | 130 | Ufficio doganale e di assistenza fiscale                              | 133 | Ordine di Malta                                                           | 135 | Missione diplomatica di osservazione                               |
| 136 | Nazioni Unite                                                  | 137 | Malaysia                                                              | 138 | Commissione internazionale per le persone scomparse (ICMP)                | 141 | Montenegro                                                         |
| 144 | Stati Uniti                                                    |     |                                                                       |     |                                                                           |     |                                                                    |

## Mezzi agricoli, macchine da costruzione e ciclomotori nel vecchio sistema

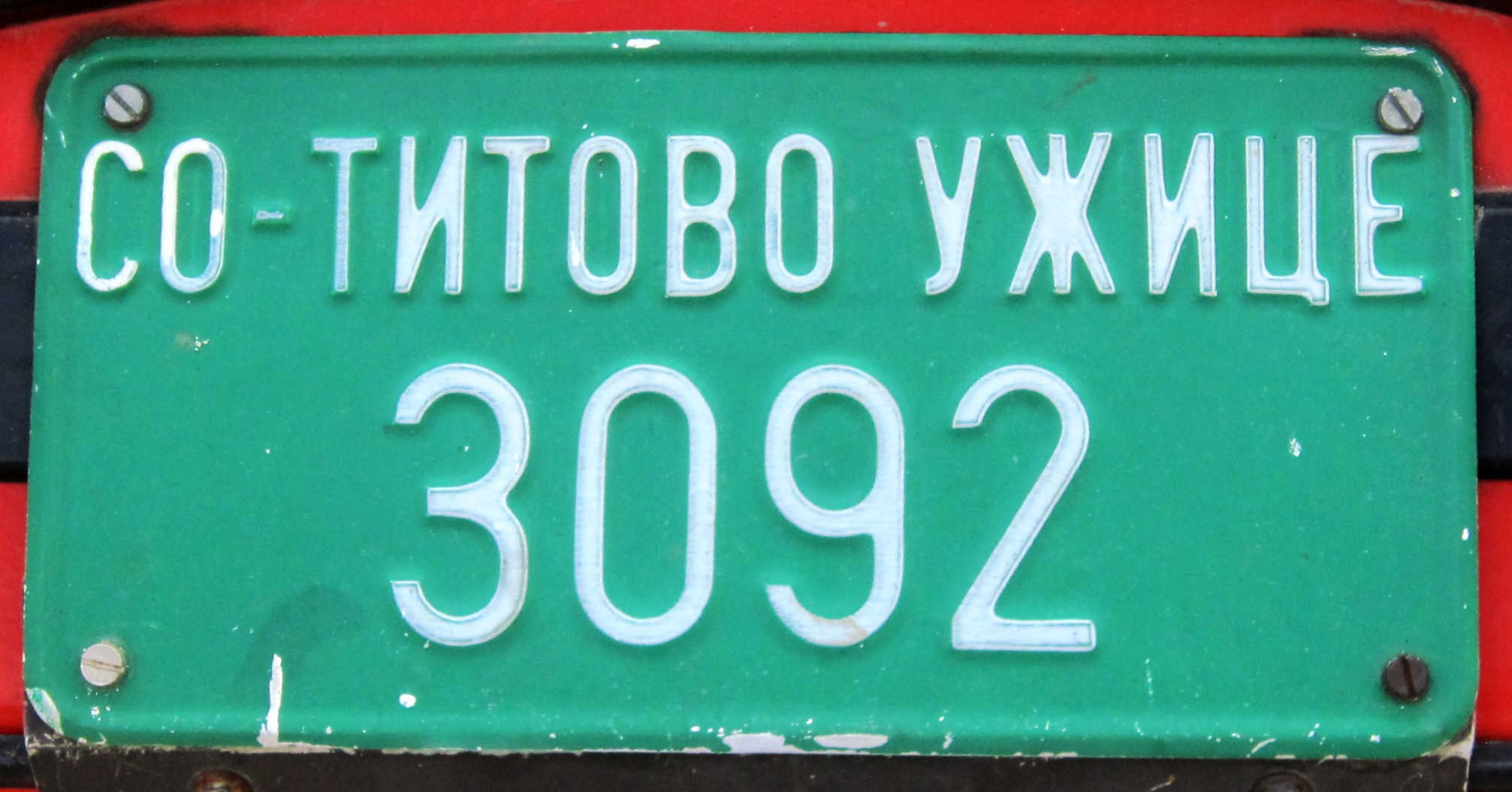
Targa di una macchina agricola del comune di (Titovo) Užice del tipo cessato nel 2011

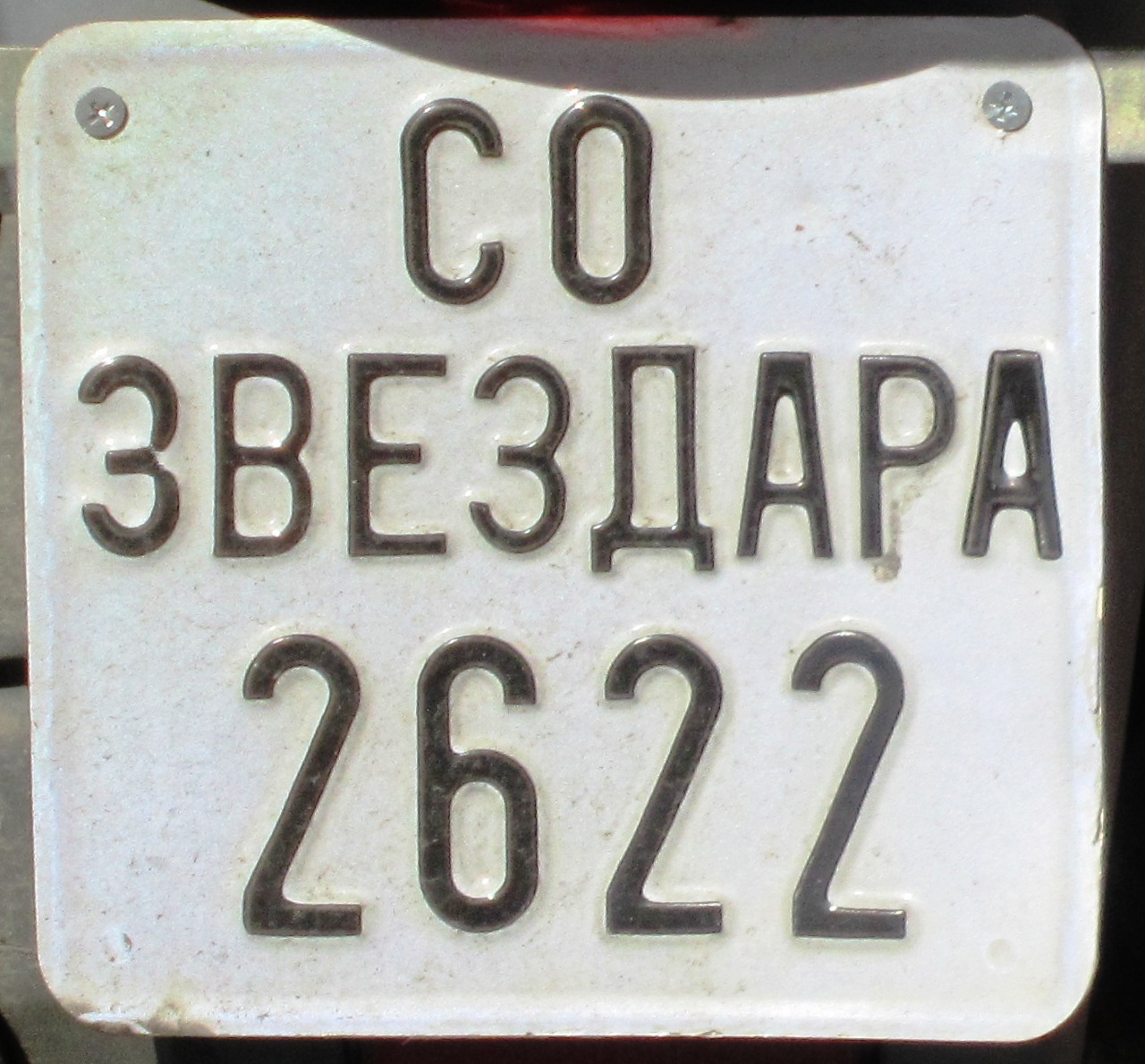
Esempio di vecchio formato per ciclomotori del comune di Zvezdara

Prima del 2011 le macchine agricole avevano targhe verdi con il nome completo del comune, bianco e in caratteri cirillici (latini in Voivodina, dove la numerazione era preceduta da una stella rossa), sopra un numero seriale progressivo, di dimensioni più grandi e anch'esso di colore bianco. Nei rimorchi agricoli la sequenza era invertita: la numerazione sormontava il nome per esteso del comune.
Le targhe delle macchine edili e di altri macchinari pesanti erano simili a quelle delle macchine agricole, dalle quali si differenziavano unicamente per le lettere e le cifre nere su base bianca. In Voivodina i caratteri erano latini; una stella rossa era anteposta e un'altra era posposta alle cifre. 
Sia nelle macchine agricole che in quelle da cantiere, il nome del comune poteva essere preceduto dalle lettere CO (che stavano per Caoбpaћaјa Cпоpa / Saobraćaja Spora, cioè "traffico lento" in serbo) e da un trattino. 
Nel formato quadrato per ciclomotori (150 × 150 mm) le lettere "CO", non sempre presenti, erano posizionate in alto, al centro si trovava la dicitura (più spesso in cirillico che in latino) del comune, in basso il numero seriale. I caratteri erano neri su fondo bianco.

## Sigle automobilistiche terminate

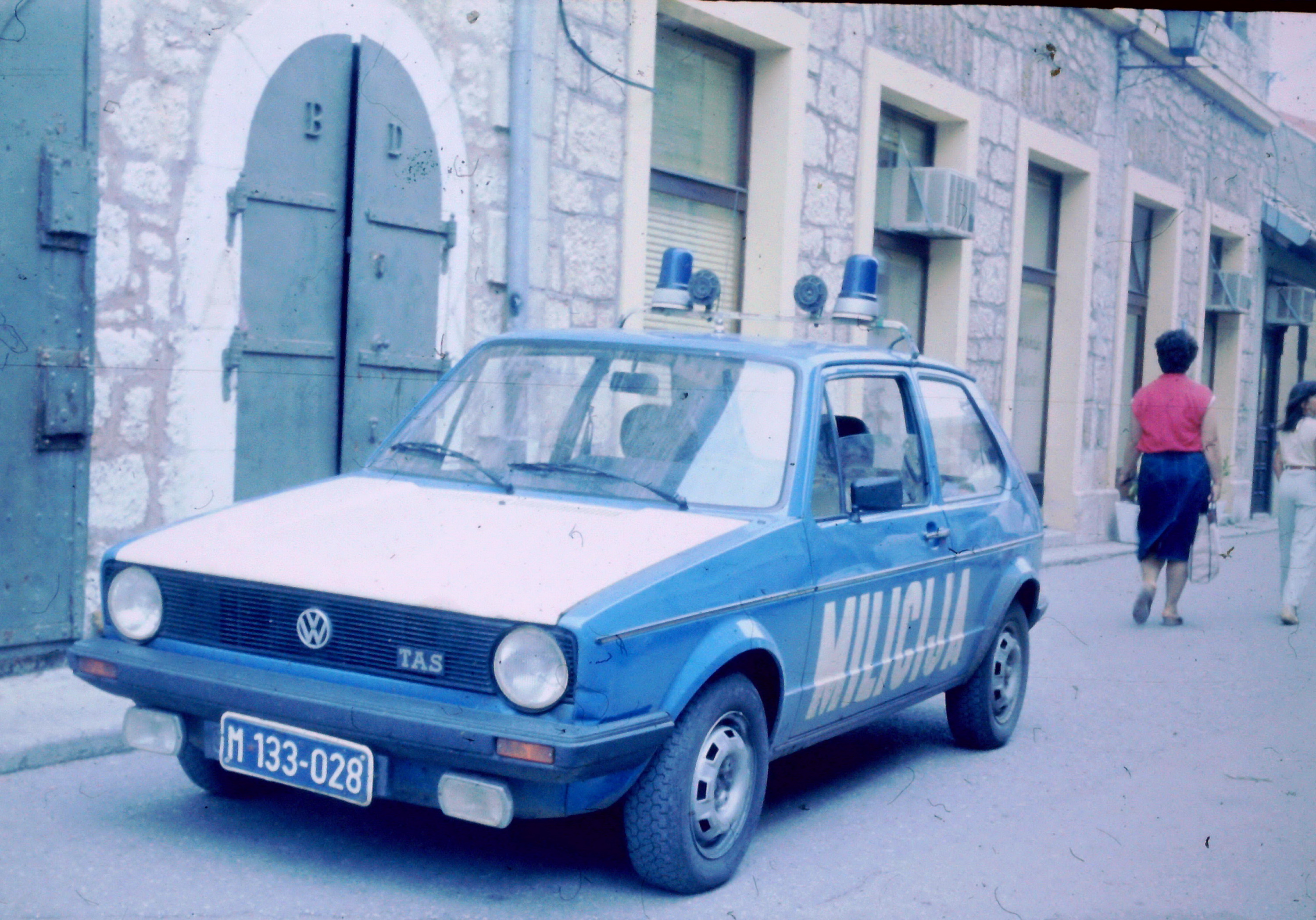
Targa anteriore apposta su una Volkswagen Golf prima serie in dotazione alla Milizia jugoslava

In epoca jugoslava erano emessi i seguenti codici:
- M (bianco su blu) - Milizia (Milicija)
- P (bianco su blu) - Polizia (Policija, solo a Belgrado e in Montenegro)
- ZCZ (nero su giallo) - Vetture consegnate ai concessionari dalla fabbrica di automobili Zastava (Zavod Crvena Zastava)